# EFL Championship 2019–20
EFL Championship 2019–20 (còn được gọi là Sky Bet Championship vì lý do tài trợ) là mùa giải thứ 16 của Football League Championship và thứ 28 của giải hạng hai Anh.

## Thay đổi danh sách đội
Các đội sau đây có sự thay đổi trong danh sách mùa giải 2019–20.
| Thăng hạng từ League One - Luton Town - Barnsley - Charlton Athletic Xuống hạng từ Premier League - Cardiff City - Fulham - Huddersfield Town |  | Thăng hạng đến Premier League - Norwich City - Sheffield United - Aston Villa Xuống hạng đến League One - Rotherham United - Bolton Wanderers - Ipswich Town |

## Sân vận động và địa điểm
| Đội                  | Địa điểm                | Sân vận động         | Sức chứa |
| -------------------- | ----------------------- | -------------------- | -------- |
| Barnsley             | Barnsley                | Oakwell              | 23.287   |
| Birmingham City      | Birmingham              | St Andrew's          | 30.015   |
| Blackburn Rovers     | Blackburn               | Ewood Park           | 31.367   |
| Brentford            | London (Brentford)      | Griffin Park         | 12.300   |
| Bristol City         | Bristol                 | Ashton Gate          | 27.000   |
| Cardiff City         | Cardiff                 | Cardiff City Stadium | 33.316   |
| Charlton Athletic    | London (Charlton)       | The Valley           | 27.111   |
| Derby County         | Derby                   | Pride Park Stadium   | 33.600   |
| Fulham               | London (Fulham)         | Craven Cottage       | 19.0001  |
| Huddersfield Town    | Huddersfield            | Kirklees Stadium     | 24.500   |
| Hull City            | Kingston upon Hull      | KCOM Stadium         | 25.400   |
| Leeds United         | Leeds                   | Elland Road          | 37.890   |
| Luton Town           | Luton                   | Kenilworth Road      | 10.336   |
| Middlesbrough        | Middlesbrough           | Riverside Stadium    | 34.000   |
| Millwall             | London (Nam Bermondsey) | The Den              | 20.146   |
| Nottingham Forest    | West Bridgford          | City Ground          | 30.445   |
| Preston North End    | Preston                 | Deepdale             | 23.408   |
| Queens Park Rangers  | London (White City)     | Loftus Road          | 18.439   |
| Reading              | Reading                 | Madejski Stadium     | 24.161   |
| Sheffield Wednesday  | Sheffield               | Hillsborough Stadium | 39.752   |
| Stoke City           | Stoke-on-Trent          | bet365 Stadium       | 30.089   |
| Swansea City         | Swansea                 | Liberty Stadium      | 21.088   |
| West Bromwich Albion | West Bromwich           | The Hawthorns        | 26.850   |
| Wigan Athletic       | Wigan                   | DW Stadium           | 25.133   |

- 1 Sức chứa của sân Craven Cottage bị giảm từ 25.700 xuống còn 19.000 chỗ vào mùa giải 2019–20 và 2020–21 vì công việc sửa chữa khán đài Riverside để tăng sức chứa lên 30.000.[3]

## Nhân sự và trang phục
| Đội                  | Huấn luyện viên        | Đội trưởng            | Trang phục    | Tài trợ                                                                        |
| -------------------- | ---------------------- | --------------------- | ------------- | ------------------------------------------------------------------------------ |
| Barnsley             | Daniel Stendel         | Adam Davies           | Puma          | C.K. Beckett                                                                   |
| Birmingham City      | Pep Clotet (tạm quyền) | TBA                   | Adidas        | BoyleSports                                                                    |
| Blackburn Rovers     | Tony Mowbray           | Charlie Mulgrew       | Umbro         | 10Bet                                                                          |
| Brentford            | Thomas Frank           | Romaine Sawyers       | Umbro         | EcoWorld                                                                       |
| Bristol City         | Lee Johnson            | Bailey Wright         | Bristol Sport | Dunder                                                                         |
| Cardiff City         | Neil Warnock           | Sean Morrison         | Adidas        | Tourism Malaysia                                                               |
| Charlton Athletic    | Lee Bowyer             | Chris Solly           | Hummel        | Children with Cancer UK                                                        |
| Derby County         | Phillip Cocu           | Curtis Davies         | Umbro         | 32Red                                                                          |
| Fulham               | Scott Parker           | Tom Cairney           | Adidas        | Dafabet                                                                        |
| Huddersfield Town    | Jan Siewert            | Christopher Schindler | Umbro         | Paddy Power (unbranded)                                                        |
| Hull City            | Grant McCann           | Markus Henriksen      | Umbro         | SportPesa                                                                      |
| Leeds United         | Marcelo Bielsa         | Liam Cooper           | Kappa         | 32Red                                                                          |
| Luton Town           | Graeme Jones           | Alan Sheehan          | Puma          | Indigo Residential (home), Star Platforms (away), Northern Gas & Power (third) |
| Middlesbrough        | Jonathan Woodgate      | George Friend         | Hummel        | 32Red                                                                          |
| Millwall             | Neil Harris            | Alex Pearce           | Macron        | Huski Chocolate                                                                |
| Nottingham Forest    | Sabri Lamouchi         | Ben Watson            | Macron        | Football Index                                                                 |
| Preston North End    | Alex Neil              | Tom Clarke            | Nike          | 32Red                                                                          |
| Queens Park Rangers  | Mark Warburton         | Toni Leistner         | Errea         | Royal Panda                                                                    |
| Reading              | José Gomes             | Liam Moore            | Macron        | Casumo                                                                         |
| Sheffield Wednesday  | Vacant                 | Tom Lees              | Elev8         | Chansiri                                                                       |
| Stoke City           | Nathan Jones           | Ryan Shawcross        | Macron        | bet365                                                                         |
| Swansea City         | Steve Cooper           | TBA                   | Joma          | YOBET, Swansea University (back-of-shirt & training kit sponsor)               |
| West Bromwich Albion | Slaven Bilić           | Chris Brunt           | Puma          | Ideal Boilers                                                                  |
| Wigan Athletic       | Paul Cook              | Sam Morsy             | Puma          | KB88                                                                           |

## Thay đổi huấn luyện viên
| Đội                  | Huấn luyện viên đi | Lý do                              | Ngày rời đội        | Vị trí trên BXH           | Huấn luyện viên đến | Ngày bổ nhiệm       |
| -------------------- | ------------------ | ---------------------------------- | ------------------- | ------------------------- | ------------------- | ------------------- |
| Luton Town           | Mick Harford       | Hết hạn tạm quyền                  | 4 tháng 5 năm 2019  | Vị trí cuối BXH mùa trước | Graeme Jones        | 7 tháng 5 năm 2019  |
| Queens Park Rangers  | John Eustace       | Hết hạn tạm quyền                  | 5 tháng 5 năm 2019  | Vị trí cuối BXH mùa trước | Mark Warburton      | 8 tháng 5 năm 2019  |
| West Bromwich Albion | James Shan         | Hết hạn tạm quyền                  | 14 tháng 5 năm 2019 | Vị trí cuối BXH mùa trước | Slaven Bilić        | 13 tháng 6 năm 2019 |
| Middlesbrough        | Tony Pulis         | Hết hạn hợp đồng                   | 17 tháng 5 năm 2019 | Vị trí cuối BXH mùa trước | Jonathan Woodgate   | 14 tháng 6 năm 2019 |
| Swansea City         | Graham Potter      | Chuyển sang Brighton & Hove Albion | 20 tháng 5 năm 2019 | Vị trí cuối BXH mùa trước | Steve Cooper        | 13 tháng 6 năm 2019 |
| Hull City            | Nigel Adkins       | Hết hạn hợp đồng                   | 8 tháng 6 năm 2019  | Vị trí cuối BXH mùa trước | Grant McCann        | 21 tháng 6 năm 2019 |
| Birmingham City      | Garry Monk         | Bị sa thải                         | 18 tháng 6 năm 2019 | Vị trí cuối BXH mùa trước | Pep Clotet          | 20 tháng 6 năm 2019 |
| Nottingham Forest    | Martin O'Neill     | Bị sa thải                         | 28 tháng 6 năm 2019 | Vị trí cuối BXH mùa trước | Sabri Lamouchi      | 28 tháng 6 năm 2019 |
| Derby County         | Frank Lampard      | Chuyển sang Chelsea                | 4 tháng 7 năm 2019  | Vị trí cuối BXH mùa trước | Phillip Cocu        | 5 tháng 7 năm 2019  |
| Sheffield Wednesday  | Steve Bruce        | Từ chức                            | 15 tháng 7 năm 2019 | Vị trí cuối BXH mùa trước |                     |                     |

1. ↑  Clotet has been appointed as caretaker until further notice and is expected to take charge for the first game of the season. However, he could be appointed as permanent manager.

## Bảng xếp hạng
| VT | Đội                      | ST | T  | H  | B  | BT | BB | HS  | Đ  | Thăng hạng, giành quyền tham dự hoặc xuống hạng |
| -- | ------------------------ | -- | -- | -- | -- | -- | -- | --- | -- | ----------------------------------------------- |
| 1  | Leeds United (C, P)      | 46 | 28 | 9  | 9  | 77 | 35 | +42 | 93 | Thăng hạng đến Giải bóng đá Ngoại hạng Anh      |
| 2  | West Bromwich Albion (P) | 46 | 22 | 17 | 7  | 77 | 45 | +32 | 83 | Thăng hạng đến Giải bóng đá Ngoại hạng Anh      |
| 3  | Brentford                | 46 | 24 | 9  | 13 | 80 | 38 | +42 | 81 | Vào vòng play-off thăng hạng                    |
| 4  | Fulham (O, P)            | 46 | 23 | 12 | 11 | 64 | 48 | +16 | 81 | Vào vòng play-off thăng hạng                    |
| 5  | Cardiff City             | 46 | 19 | 16 | 11 | 68 | 58 | +10 | 73 | Vào vòng play-off thăng hạng                    |
| 6  | Swansea City             | 46 | 18 | 16 | 12 | 62 | 53 | +9  | 70 | Vào vòng play-off thăng hạng                    |
| 7  | Nottingham Forest        | 46 | 18 | 16 | 12 | 58 | 50 | +8  | 70 |                                                 |
| 8  | Millwall                 | 46 | 17 | 17 | 12 | 57 | 51 | +6  | 68 |                                                 |
| 9  | Preston North End        | 46 | 18 | 12 | 16 | 59 | 54 | +5  | 66 |                                                 |
| 10 | Derby County             | 46 | 17 | 13 | 16 | 62 | 64 | −2  | 64 |                                                 |
| 11 | Blackburn Rovers         | 46 | 17 | 12 | 17 | 66 | 63 | +3  | 63 |                                                 |
| 12 | Bristol City             | 46 | 17 | 12 | 17 | 60 | 65 | −5  | 63 |                                                 |
| 13 | Queens Park Rangers      | 46 | 16 | 10 | 20 | 67 | 76 | −9  | 58 |                                                 |
| 14 | Reading                  | 46 | 15 | 11 | 20 | 59 | 58 | +1  | 56 |                                                 |
| 15 | Stoke City               | 46 | 16 | 8  | 22 | 62 | 68 | −6  | 56 |                                                 |
| 16 | Sheffield Wednesday      | 46 | 15 | 11 | 20 | 58 | 66 | −8  | 56 |                                                 |
| 17 | Middlesbrough            | 46 | 13 | 14 | 19 | 48 | 61 | −13 | 53 |                                                 |
| 18 | Huddersfield Town        | 46 | 13 | 12 | 21 | 52 | 70 | −18 | 51 |                                                 |
| 19 | Luton Town               | 46 | 14 | 9  | 23 | 54 | 82 | −28 | 51 |                                                 |
| 20 | Birmingham City          | 46 | 12 | 14 | 20 | 54 | 75 | −21 | 50 |                                                 |
| 21 | Barnsley                 | 46 | 12 | 13 | 21 | 49 | 69 | −20 | 49 |                                                 |
| 22 | Charlton Athletic (R)    | 46 | 12 | 12 | 22 | 50 | 65 | −15 | 48 | Xuống hạng đến EFL League One                   |
| 23 | Wigan Athletic (R)       | 46 | 15 | 14 | 17 | 57 | 56 | +1  | 47 | Xuống hạng đến EFL League One                   |
| 24 | Hull City (R)            | 46 | 12 | 9  | 25 | 57 | 87 | −30 | 45 | Xuống hạng đến EFL League One                   |

1. ↑  As a result of Wigan Athletic entering administration, the club was subject to a 12-point deduction. In accordance with EFL regulations, the timing of the sporting sanction was only determined once final league placings in the Championship were determined. Since the club did not finish in the relegation places at the end of season, the sanction was applied to their 2019–20 total and final league standings were amended as appropriate.[40]

## Play-off thăng hạng
|  | Bán kết | Bán kết      | Bán kết | Bán kết | Bán kết |  |   | Chung kết | Chung kết | Chung kết |
|  |         |              |         |         |         |  |   |           |           |           |
|  | 3       | Brentford    | 0       | 3       | 3       |  |   |           |           |           |
|  | 6       | Swansea City | 1       | 1       | 2       |  |   |           |           |           |
|  |         |              |         |         |         |  | 3 | Brentford | 1         |           |
|  |         | 4            | Fulham  | 2       |         |  |   |           |           |           |
|  | 4       | Fulham       | 2       | 1       | 3       |  |   |           |           |           |
|  | 5       | Cardiff City | 0       | 2       | 2       |  |   |           |           |           |

## Kết quả các trận
| Nhà \ Khách          | BAR | BIR | BLB | BRE | BRI | CAR | CHA | DER | FUL | HUD | HUL | LEE | LUT | MID | MIL | NOT | PNE | QPR | REA | SHW | STO | SWA | WBA | WIG |
| -------------------- | --- | --- | --- | --- | --- | --- | --- | --- | --- | --- | --- | --- | --- | --- | --- | --- | --- | --- | --- | --- | --- | --- | --- | --- |
| Barnsley             | —   | 0–1 | 2–0 | 1–3 | 2–2 | 0–2 | 2–2 | 2–2 | 1–0 | 2–1 | 3–1 | 0–2 | 1–3 | 1–0 | 0–0 | 1–0 | 0–3 | 5–3 | 1–1 | 1–1 | 2–4 | 1–1 | 1–1 | 0–0 |
| Birmingham City      | 2–0 | —   | 1–0 | 1–1 | 1–1 | 1–1 | 1–1 | 1–3 | 0–1 | 0–3 | 3–3 | 4–5 | 2–1 | 2–1 | 1–1 | 2–1 | 0–1 | 0–2 | 1–3 | 3–3 | 2–1 | 1–3 | 2–3 | 2–3 |
| Blackburn Rovers     | 3–2 | 1–1 | —   | 1–0 | 3–1 | 0–0 | 1–2 | 1–0 | 0–1 | 2–2 | 3–0 | 1–3 | 1–2 | 1–0 | 2–0 | 1–1 | 1–1 | 2–1 | 4–3 | 2–1 | 0–0 | 2–2 | 1–1 | 0–0 |
| Brentford            | 1–2 | 0–1 | 2–2 | —   | 1–1 | 2–1 | 2–1 | 3–0 | 1–0 | 0–1 | 1–1 | 1–1 | 7–0 | 3–2 | 3–2 | 0–1 | 1–0 | 3–1 | 1–0 | 5–0 | 0–0 | 3–1 | 1–0 | 3–0 |
| Bristol City         | 1–0 | 1–3 | 0–2 | 0–4 | —   | 0–1 | 2–1 | 3–2 | 1–1 | 5–2 | 2–1 | 1–3 | 3–0 | 2–2 | 1–2 | 0–0 | 1–1 | 2–0 | 1–0 | 1–2 | 1–1 | 0–0 | 0–3 | 2–2 |
| Cardiff City         | 3–2 | 4–2 | 2–3 | 2–2 | 0–1 | —   | 0–0 | 2–1 | 1–1 | 2–1 | 3–0 | 2–0 | 2–1 | 1–0 | 1–1 | 0–1 | 0–0 | 3–0 | 1–1 | 1–1 | 1–0 | 0–0 | 2–1 | 2–2 |
| Charlton Athletic    | 2–1 | 0–1 | 0–2 | 1–0 | 3–2 | 2–2 | —   | 3–0 | 0–0 | 0–1 | 2–2 | 1–0 | 3–1 | 0–1 | 0–1 | 1–1 | 0–1 | 1–0 | 0–1 | 1–3 | 3–1 | 1–2 | 2–2 | 2–2 |
| Derby County         | 2–1 | 3–2 | 3–0 | 1–3 | 1–2 | 1–1 | 2–1 | —   | 1–1 | 1–1 | 1–0 | 1–3 | 2–0 | 2–0 | 0–1 | 1–1 | 1–0 | 1–1 | 2–1 | 1–1 | 4–0 | 0–0 | 1–1 | 1–0 |
| Fulham               | 0–3 | 1–0 | 2–0 | 0–2 | 1–2 | 2–0 | 2–2 | 3–0 | —   | 3–2 | 0–3 | 2–1 | 3–2 | 1–0 | 4–0 | 1–2 | 2–0 | 2–1 | 1–2 | 5–3 | 1–0 | 1–0 | 1–1 | 2–0 |
| Huddersfield Town    | 2–1 | 1–1 | 2–1 | 0–0 | 2–1 | 0–3 | 4–0 | 1–2 | 1–2 | —   | 3–0 | 0–2 | 0–2 | 0–0 | 1–1 | 2–1 | 0–0 | 2–0 | 0–2 | 0–2 | 2–5 | 1–1 | 2–1 | 0–2 |
| Hull City            | 0–1 | 3–0 | 0–1 | 1–5 | 1–3 | 2–2 | 0–1 | 2–0 | 0–1 | 1–2 | —   | 0–4 | 0–1 | 2–1 | 0–1 | 0–2 | 4–0 | 2–3 | 2–1 | 1–0 | 2–1 | 4–4 | 0–1 | 2–2 |
| Leeds United         | 1–0 | 1–0 | 2–1 | 1–0 | 1–0 | 3–3 | 4–0 | 1–1 | 3–0 | 2–0 | 2–0 | —   | 1–1 | 4–0 | 3–2 | 1–1 | 1–1 | 2–0 | 1–0 | 0–2 | 5–0 | 0–1 | 1–0 | 0–1 |
| Luton Town           | 1–1 | 1–2 | 3–2 | 2–1 | 3–0 | 0–1 | 2–1 | 3–2 | 3–3 | 2–1 | 0–3 | 1–2 | —   | 3–3 | 1–1 | 1–2 | 1–1 | 1–1 | 0–5 | 1–0 | 1–1 | 0–1 | 1–2 | 2–1 |
| Middlesbrough        | 1–0 | 1–1 | 1–1 | 0–1 | 1–3 | 1–3 | 1–0 | 2–2 | 0–0 | 1–0 | 2–2 | 0–1 | 0–1 | —   | 1–1 | 2–2 | 1–1 | 0–1 | 1–0 | 1–4 | 2–1 | 0–3 | 0–1 | 1–0 |
| Millwall             | 1–2 | 0–0 | 1–0 | 1–0 | 1–1 | 2–2 | 2–1 | 2–3 | 1–1 | 4–1 | 1–1 | 2–1 | 3–1 | 0–2 | —   | 2–2 | 1–0 | 1–2 | 2–0 | 1–0 | 2–0 | 1–1 | 0–2 | 2–2 |
| Nottingham Forest    | 1–0 | 3–0 | 3–2 | 1–0 | 1–0 | 0–1 | 0–1 | 1–0 | 0–1 | 3–1 | 1–2 | 2–0 | 3–1 | 1–1 | 0–3 | —   | 1–1 | 0–0 | 1–1 | 0–4 | 1–4 | 2–2 | 1–2 | 1–0 |
| Preston North End    | 5–1 | 2–0 | 3–2 | 2–0 | 3–3 | 1–3 | 2–1 | 0–1 | 2–1 | 3–1 | 2–1 | 1–1 | 2–1 | 0–2 | 0–1 | 1–1 | —   | 1–3 | 0–2 | 2–1 | 3–1 | 1–1 | 0–1 | 3–0 |
| Queens Park Rangers  | 0–1 | 2–2 | 4–2 | 1–3 | 0–1 | 6–1 | 2–2 | 2–1 | 1–2 | 1–1 | 1–2 | 1–0 | 3–2 | 2–2 | 4–3 | 0–4 | 2–0 | —   | 2–2 | 0–3 | 4–2 | 1–3 | 0–2 | 3–1 |
| Reading              | 2–0 | 2–3 | 1–2 | 0–3 | 0–1 | 3–0 | 0–2 | 3–0 | 1–4 | 0–0 | 1–1 | 0–1 | 3–0 | 1–2 | 2–1 | 1–1 | 1–0 | 1–0 | —   | 1–3 | 1–1 | 1–4 | 1–2 | 0–3 |
| Sheffield Wednesday  | 2–0 | 1–1 | 0–5 | 2–1 | 1–0 | 1–2 | 1–0 | 1–3 | 1–1 | 0–0 | 0–1 | 0–0 | 1–0 | 1–2 | 0–0 | 1–1 | 1–3 | 1–2 | 0–3 | —   | 1–0 | 2–2 | 0–3 | 1–0 |
| Stoke City           | 4–0 | 2–0 | 1–2 | 1–0 | 1–2 | 2–0 | 3–1 | 2–2 | 2–0 | 0–1 | 5–1 | 0–3 | 3–0 | 0–2 | 0–0 | 2–3 | 0–2 | 1–2 | 0–0 | 3–2 | —   | 2–0 | 0–2 | 2–1 |
| Swansea City         | 0–0 | 3–0 | 1–1 | 0–3 | 1–0 | 1–0 | 1–0 | 2–3 | 1–2 | 3–1 | 2–1 | 0–1 | 0–1 | 3–1 | 0–1 | 0–1 | 3–2 | 0–0 | 1–1 | 2–1 | 1–2 | —   | 0–0 | 2–1 |
| West Bromwich Albion | 2–2 | 0–0 | 3–2 | 1–1 | 4–1 | 4–2 | 2–2 | 2–0 | 0–0 | 4–2 | 4–2 | 1–1 | 2–0 | 0–2 | 1–1 | 2–2 | 2–0 | 2–2 | 1–1 | 2–1 | 0–1 | 5–1 | —   | 0–1 |
| Wigan Athletic       | 0–0 | 1–0 | 2–0 | 0–3 | 0–2 | 3–2 | 2–0 | 1–1 | 1–1 | 1–1 | 8–0 | 0–2 | 0–0 | 2–2 | 1–0 | 1–0 | 1–2 | 1–0 | 1–3 | 2–1 | 3–0 | 1–2 | 1–1 | —   |

## Thống kê mùa giải
Tính đến 29 tháng 9 năm 2019

### Cầu thủ ghi bàn hàng đầu
| Thứ hạng | Cầu thủ             | Câu lạc bộ                         | Số bàn thắng |
| -------- | ------------------- | ---------------------------------- | ------------ |
| 1        | Aleksandar Mitrović | Fulham                             | 26           |
| 1        | Ollie Watkins       | Brentford                          | 26           |
| 3        | Lewis Grabban       | Nottingham Forest                  | 20           |
| 4        | Karlan Grant        | Huddersfield Town                  | 19           |
| 5        | Nahki Wells         | Queens Park Rangers / Bristol City | 18           |
| 6        | Saïd Benrahma       | Brentford                          | 17           |
| 7        | Adam Armstrong      | Blackburn Rovers                   | 16           |
| 7        | Patrick Bamford     | Leeds United                       | 16           |
| 7        | Jarrod Bowen1       | Hull City                          | 16           |
| 10       | André Ayew          | Swansea City                       | 15           |
| 10       | Lukas Jutkiewicz    | Birmingham City                    | 15           |
| 10       | Bryan Mbeumo        | Brentford                          | 15           |

- 1 Jarrod Bowen left Hull City and the EFL Championship on ngày 31 tháng 1 năm 2020, to sign for Premier League club West Ham United; all of his 16 league goals were scored before this date.[43]

### Cầu thủ kiến tạo hàng đầu
| Thứ hạng | Cầu thủ             | Câu lạc bộ           | Số kiến tạo |
| -------- | ------------------- | -------------------- | ----------- |
| 1        | Matheus Pereira     | West Bromwich Albion | 16          |
| 2        | Jed Wallace         | Millwall             | 13          |
| 3        | Niclas Eliasson     | Bristol City         | 12          |
| 4        | John Swift          | Reading              | 10          |
| 4        | Lee Tomlin          | Cardiff City         | 10          |
| 6        | Jacob Brown         | Barnsley             | 9           |
| 6        | Pablo Hernández     | Leeds                | 9           |
| 8        | Sammy Ameobi        | Nottingham Forest    | 8           |
| 8        | Barry Bannan        | Sheffield Wednesday  | 8           |
| 8        | Saïd Benrahma       | Brentford            | 8           |
| 8        | Stewart Downing     | Blackburn Rovers     | 8           |
| 8        | Eberechi Eze        | Queens Park Rangers  | 8           |
| 8        | Conor Gallagher     | Swansea              | 8           |
| 8        | Kamil Grosicki      | West Bromwich Albion | 8           |
| 8        | Jack Harrison       | Leeds                | 8           |
| 8        | Joe Lolley          | Nottingham Forest    | 8           |
| 8        | Alex Mowatt         | Barnsley             | 8           |
| 8        | Bright Osayi-Samuel | Queens Park Rangers  | 8           |

### Hat-trick
| Cầu thủ             | Đội                 | Đối thủ             | Tỷ số   | Ngày                 | Tham khảo |
| ------------------- | ------------------- | ------------------- | ------- | -------------------- | --------- |
| Ollie Watkins       | Brentford           | Barnsley            | 3–1 (A) | 29 tháng 9 năm 2019  | [ 44 ]    |
| Aleksandar Mitrović | Fulham              | Luton Town          | 3–2 (H) | 23 tháng 10 năm 2019 | [ 45 ]    |
| Joe Ralls           | Cardiff City        | Birmingham City     | 4–2 (H) | 2 tháng 11 năm 2019  | [ 46 ]    |
| Josh Dasilva        | Brentford           | Luton Town          | 7–0 (H) | 30 tháng 11 năm 2019 | [ 47 ]    |
| George Pușcaș       | Reading             | Wigan Athletic      | 3–1 (A) | 30 tháng 11 năm 2019 | [ 48 ]    |
| Conor Chaplin       | Barnsley            | Queens Park Rangers | 5–3 (H) | 14 tháng 12 năm 2019 | [ 49 ]    |
| Jordan Rhodes       | Sheffield Wednesday | Nottingham Forest   | 4–0 (A) | 14 tháng 12 năm 2019 | [ 50 ]    |
| Nahki Wells         | Queens Park Rangers | Cardiff City        | 6–1 (H) | 1 tháng 1 năm 2020   | [ 51 ]    |
| Saïd Benrahma       | Brentford           | Hull City           | 5–1 (A) | 1 tháng 2 năm 2020   | [ 52 ]    |
| Matt Smith          | Millwall            | Nottingham Forest   | 3–0 (A) | 6 tháng 3 năm 2020   | [ 53 ]    |
| Louie Sibley        | Derby County        | Millwall            | 3–2 (A) | 20 tháng 6 năm 2020  | [ 54 ]    |
| Yakou Méïté         | Reading             | Luton Town          | 5–0 (A) | 4 tháng 7 năm 2020   | [ 55 ]    |
| Saïd Benrahma       | Brentford           | Wigan Athletic      | 3–0 (H) | 4 tháng 7 năm 2020   | [ 56 ]    |
| Kieran Dowell       | Wigan Athletic      | Hull City           | 8–0 (H) | 14 tháng 7 năm 2020  | [ 57 ]    |

1. ↑  Cầu thủ ghi 4 bàn

## Giải thưởng hàng tháng
| Tháng    | Huấn luyện viên xuất sắc | Huấn luyện viên xuất sắc | Cầu thủ xuất sắc    | Cầu thủ xuất sắc    | Tham khảo     |
| Tháng    | Huấn luyện viên          | Câu lạc bộ               | Cầu thủ             | Câu lạc bộ          | Tham khảo     |
| -------- | ------------------------ | ------------------------ | ------------------- | ------------------- | ------------- |
| Tháng 8  | Steve Cooper             | Swansea City             | Daniel Johnson      | Preston North End   | [ 58 ]        |
| Tháng 9  | Sabri Lamouchi           | Nottingham Forest        | Chey Dunkley        | Wigan Athletic      | [ 59 ]        |
| Tháng 10 | Danny Cowley             | Huddersfield Town        | Aleksandar Mitrović | Fulham              | [ 60 ]        |
| Tháng 11 | Marcelo Bielsa           | Leeds United             | Jarrod Bowen        | Hull City           | [ 61 ] [ 62 ] |
| Tháng 12 | Jonathan Woodgate        | Middlesbrough            | Conor Chaplin       | Barnsley            | [ 63 ]        |
| Tháng 1  | Sabri Lamouchi           | Nottingham Forest        | Nahki Wells         | Queens Park Rangers | [ 64 ]        |
| Tháng 2  | Slaven Bilić             | West Bromwich Albion     | Scott Hogan         | Birmingham City     | [ 65 ]        |
| Tháng 6  | Thomas Frank             | Brentford                | Jason Pearce        | Charlton Athletic   | [ 66 ]        |
| Tháng 7  | Marcelo Bielsa           | Leeds United             | Saïd Benrahma       | Brentford           | [ 67 ] [ 68 ] |